# Тома Воробець
Тома Воробець (1 липня 1899, Перемишляни — 16 лютого 1986, Чикаго) — лікар-фтизіатр, громадський діяч. Член-засновник Українського лікарського товариства Північної Америки. Член Української академії мистецтв і наук. Автор наукових статей у галузі фтизіатрії. Очільник відновленого в 1941 році Українського Червоного Хреста.

## Біографія
Середню освіту здобував у Перемишлянах, далі навчався у Відні, а закінчив гімназію 1919 р. іспитом зрілости у Станиславові (нині — Івано-Франківськ).
1917 року він вступив в ряди Українських Січових Стрільців і як хорунжий брав участь у боях за Львів. Улітку 1919 року частинами УГА перейшов Збруч. Потрапивши в полон Червоної армії, перебував у таборі полонених у Кожухові біля Москви. 
У травні 1921 року повернувся до Львова, де записався на медичний факультет Українського таємного університету. Студії закінчив докторатом медицини в Карловому університеті у Празі 1928 року. Після нострифікації диплому у Відні почав працювати лікарем у Львові. У 1931—1939 роках провадив медичну практику у Теребовлі. 
Крім своїх професійних занять, Тома Воробець цікавився громадським життям і брав живу участь у ньому як у Львові, так і в Теребовлі. Він був ініціатором і головою відділу українського гігієнічного товариства, головою протитуберкульозної порадні, а також організатором першої лікарні в Теребовлі. Під час радянської окупації Західної України 1939—1941 років працював у туберкульозній клініці у Львові та співпрацював із місцевою філією Українського наукового туберкульозного інституту в Києві. 
З приходом німців Воробець організував Український Червоний Хрест у Львові та в інших містах Західної України. Коли ґестапо арештувало й закатувало першого голову УЧХ, Л. Курчабу, а його наступниця Галина Біленька-Врецьова захворіла на тиф, керівництво УЧХ у Львові перебрав Тома Воробець.
На еміграції в Німеччині був головою Української медично-харитативної служби (1945–48), згодом переїхав до США, де з 1954 року очолював відділення хвороб легенів Ветеранського шпиталю у м. Давней (шт. Іллінойс). 

## Праці
- Здоровна проблема серед американських індіян // ЛВ. Чикаґо, 1957. Ч. 7;
- Питання «відкритої, негативної» туберкульози // ЛВ. Чикаґо, 1962. Ч. 24;
- Клінічне дослідження методи для відкриття протитіл у хворих туберкульозою // ЛВ. Чикаґо, 1962, Ч. 27;
- Дискразія крові, зв'язана з хемотерапією // ЛВ. Чикаґо, 1967. Ч. 45.